# Polonia en los Juegos Olímpicos de Oslo 1952
Polonia estuvo representada en los Juegos Olímpicos de Oslo 1952 por un total de 30 deportistas que compitieron en 4 deportes.  
El portador de la bandera en la ceremonia de apertura fue el saltador en esquí Stanisław Marusarz. El equipo olímpico polaco no obtuvo ninguna medalla en estos Juegos.